# Мови пісенного конкурсу Євробачення
Євробачення є багатомовним пісенним конкурсом. Виконавці можуть виконувати пісні будь-якою мовою. Правила Євробачення щодо мови виконання багато разів змінювалися за час існування конкурсу, але в 1999 році всі мовні обмеження були зняті.

## Історія зміни правил
З часу заснування пісенного конкурсу у 1956 році і до 1965 року не існувало обмежень щодо мови виконання пісень, а учасники зазвичай співали своєю державною мовою. У 1966 році було введено правило, згідно з яким пісня повинна бути написана та виконана державною мовою країни виконавця. Це правило діяло до 1973 року, після якого виконавці знову змогли виконувати пісні будь-якою мовою. Цим скористались декілька переможців, зокрема група ABBA, пісня якої під назвою «Waterloo» англійською мовою перемогла на конкурсі 1974 року. У 1977 році правило, що пісня повинна виконуватись державною мовою, було повернуто, і діяло воно аж до 1998 року включно. При цьому було зроблене виключення для ФРН та Бельгії, яким дозволили виконання пісень англійською мовою. Під час мовних обмежень тільки Велика Британія, Ірландія та Мальта мали змогу делегувати на конкурс пісні англійською мовою, оскільки вона є в цих країнах офіційною. Три пісні мали назву й один рядок англійською, а весь інший текст національною мовою: «Don't Ever Cry» (Хорватія, 1993), «One Step» (Австрія, 1997) та «Goodbye» (Боснія і Герцеговина, 1997). На конкурсі 1994 року відбувся скандал, коли представниця Польщі Едіта Гурняк порушила правила, заспівавши свою пісню англійською мовою під час генеральної репетиції. Шість країн вимагали дискваліфікації Польщі; але для того, щоб це сталося, потрібні вимоги як мінімум 13 країн, тому Польща залишилась серед учасників.
Починаючи з 1999 року і до сьогодні, не існує жодних обмежень щодо мови виконання пісень. Відтоді учасники усе частіше виконували пісні англійською мовою. Так, наприклад, на конкурсі 2017 року тільки 7 з 42 пісень не виконувалися повністю англійською мовою. Також доволі поширеними стали пісні, текст яких складається з частин різними мовами, зазвичай англійською і мовою держави, яку представляє учасник.

## Англійська і національні мови
Для багатьох держав Європи мовна єдність є важливою. Тому для деяких європейських держав домінування англійської мови в поп-музиці є небажаним. Мова пісні, яка представляє країну на Євробаченні, може бути досить гострим питанням. Більшість пісень на Євробаченні виконуються англійською мовою, щоб їх зрозуміла якомога більша аудиторія, попри те, що іноді це вважається «непатріотичним». До 2007 року кількість учасників з неангломовними піснями зменшувалась. Переважно, тільки країни колишньої Югославії, франкомовні країни, Ізраїль, Іспанія та Португалія представляли пісні національними мовами. Тоді неангломовні пісні були менш успішними, ніж англомовні. Після перемоги пісні «Molitva» сербською мовою на Євробаченні 2007, кількість пісень не англійською мовою, навпаки, почала зростати, і наразі кількість англомовних і неангломовних пісень приблизно однакова.
У деяких випадках тексти пісень пишуться у двох варіантах (зазвичай англійською та національною мовою), наприклад:
- У Данії в національному відборі можуть брати участь пісні будь-якою мовою, але якщо обрана пісня написана не англійською мовою, вона перекладається на англійську спеціально для виступу на Євробаченні.
- У Швеції, хоч це і не вказано в правилах, зазвичай також перекладають англійською мовою пісню, яка перемогла на національному відборі.
- У 2005 році в Македонії проходило голосування з приводу того, якою мовою повинна бути їхня пісня: англійською чи македонською.

## Цікаві факти
Рекордсменом за кількістю мов у одній пісні є «It's Just a Game» гурту «Bendik Singers», який представляв Норвегію на конкурсі 1973 року. Ця пісня була виконана англійською та французькою мовами, із включенням слів іспанською, італійською, голландською, німецькою, ірландською, сербохорватською, івритом, фінською, шведською та норвезькою мовами. Друге місце займає пісня «Love Unlimited» співачки Софі Маринової, яка представляла Болгарію на конкурсі 2012 року. Пісня була виконана болгарською мовою, з окремими словами турецькою, грецькою, іспанською, сербохорватською, французькою, румунською, італійською, азербайджанською, арабською та англійською мовами. Третє місце за кількістю мов в одній пісні займає «Pozdrav svijetu» співака Івіци Краяча, який представляв Югославію на конкурсі 1969 року. Його пісня виконувалась хорватською мовою, із включенням слів іспанською, німецькою, французькою, англійською, голландською, італійською, російською та фінською мовами.
До 2023 року Азербайджан був країною, що ніколи не виконувала пісню своєю офіційною мовою — азербайджанською. Через це Болгарія у 2012 році стала першою країною, пісня якої містила текст азербайджанською мовою.
З іншого боку, тільки Велика Британія, Ірландія, Мальта, Австралія, Югославія та Сербія і Чорногорія представили пісні цілком національною мовою. В Андорри, Франції, Італії, Люксембургу, Монако, Португалії та Марокко всі пісні були, хоча б частково, державною чи регіональною мовою.
Також у Євробаченні брали участь три пісні вигаданими мовами: пісня «Sanomi» гурту «Urban Trad» (Бельгія, 2003), «Amambanda» гурту «Treble» (Нідерланди, 2006) та «O Julissi» гурту «Ishtar» (Бельгія, 2008).

## Перші виконання пісень національними мовами
Блакитним кольором позначені рік, мова і країна, яка цю мову використала в пісні. Золотим кольором позначені пісні-переможці.
| Мова              | Рік першого виконання | Країна             | Виконавець                      | Пісня                             |
| ----------------- | --------------------- | ------------------ | ------------------------------- | --------------------------------- |
| Голландська       | 1956                  | Нідерланди         | Єтті Парл                       | «De vogels van Holland»           |
| Німецька          | 1956                  | Швейцарія          | Ліз Ассія                       | «Das alte Karussell»              |
| Французька        | 1956                  | Бельгія            | Fud Leclerc                     | «Messieurs les noyés de la Seine» |
| Італійська        | 1956                  | Італія             | Franca Raimondi                 | «Aprite le finestre»              |
| Англійська        | 1957                  | Велика Британія    | Patricia Bredin                 | «All»                             |
| Данська           | 1957                  | Данія              | Birthe Wilke & Gustav Winckler  | «Skibet skal sejle i nat»         |
| Шведська          | 1958                  | Швеція             | Alice Babs                      | «Lilla stjärna»                   |
| Люксембурзька     | 1960                  | Люксембург         | Camillo Felgen                  | «So laang we's du do bast»        |
| Норвезька         | 1960                  | Норвегія           | Nora Brockstedt                 | «Voi Voi»                         |
| Іспанська         | 1961                  | Іспанія            | Кончіта Баутіста                | «Estando contigo»                 |
| Фінська           | 1961                  | Фінляндія          | Laila Kinnunen                  | «Valoa ikkunassa»                 |
| Сербська          | 1961                  | Югославія          | Ljiljana Petrović               | «Neke davne zvezde»               |
| Хорватська        | 1963                  | Югославія          | Vice Vukov                      | «Brodovi»                         |
| Португальська     | 1964                  | Португалія         | António Calvário                | «Oração»                          |
| Боснійська        | 1964                  | Югославія          | Sabahudin Kurt                  | «Život je sklopio krug»           |
| Словенська        | 1966                  | Югославія          | Berta Ambrož                    | «Brez besed»                      |
| Мальтійська       | 1971                  | Мальта             | Joe Grech                       | «Marija l-Maltija»                |
| Ірландська        | 1972                  | Ірландія           | Sandie Jones                    | «Ceol an Ghrá»                    |
| Іврит             | 1973                  | Ізраїль            | Ilanit                          | «אי שם»                           |
| Грецька           | 1974                  | Греція             | Марінелла                       | «Κρασί, θάλασσα και τ' αγόρι μου» |
| Турецька          | 1975                  | Туреччина          | Semiha Yankı                    | «Seninle Bir Dakika»              |
| Арабська          | 1980                  | Марокко            | Саміра Саїд                     | «بطاقة حب»                        |
| Чорногорська      | 1983                  | Югославія          | Daniel Popović                  | «Džuli»                           |
| Ісландська        | 1986                  | Ісландія           | ICY                             | «Gleðibankinn»                    |
| Ретороманська     | 1989                  | Швейцарія          | Furbaz                          | «Viver senza tei»                 |
| Неаполітанська    | 1991                  | Італія             | Peppino di Capri                | «Comme è ddoce 'o mare»           |
| Корсиканська      | 1993                  | Франція            | Patrick Fiori                   | «Mama Corsica»                    |
| Естонська         | 1994                  | Естонія            | Silvi Vrait                     | «Nagu merelaine»                  |
| Румунська         | 1994                  | Румунія            | Dan Bittman                     | «Dincolo de nori»                 |
| Словацька         | 1994                  | Словаччина         | Tublatanka                      | «Nekonečná pieseň»                |
| Литовська         | 1994                  | Литва              | Ovidijus Vyšniauskas            | «Lopšinė mylimai»                 |
| Угорська          | 1994                  | Угорщина           | Фрідеріка Баєр                  | «Kinek mondjam el vétkeimet?»     |
| Російська         | 1994                  | Росія              | Youddiph                        | «Вечный странник»                 |
| Польська          | 1994                  | Польща             | Едита Гурняк                    | «To nie ja»                       |
| Давньогрецька     | 1995                  | Греція             | Elina Konstantopoulou           | «Ποιά προσευχή»                   |
| Бретонська        | 1996                  | Франція            | Dan Ar Braz                     | «Diwanit Bugale»                  |
| Македонська       | 1998                  | Північна Македонія | Vlado Janevski                  | «Не зори, зоро»                   |
| Уявна мова        | 2003                  | Бельгія            | Urban Trad                      | «Sanomi»                          |
| Латиська          | 2004                  | Латвія             | Fomins & Kleins                 | «Dziesma par laimi»               |
| Каталонська       | 2004                  | Андорра            | Marta Roure                     | «Jugarem a estimar-nos»           |
| Українська        | 2004                  | Україна            | Руслана                         | «Wild Dances»                     |
| Виро              | 2004                  | Естонія            | Neiokõsõ                        | «Tii»                             |
| Албанська         | 2006                  | Албанія            | Luiz Ejlli                      | «Zjarr e ftohtë»                  |
| Таїтянська        | 2006                  | Монако             | Séverine Ferrer                 | «La Coco-Dance»                   |
| Болгарська        | 2007                  | Болгарія           | Еліца Тодорова та Стоян Янкулов | «Water»                           |
| Чеська            | 2007                  | Чехія              | Kabát                           | «Malá dáma»                       |
| Вірменська        | 2007                  | Вірменія           | Hayko                           | «Anytime You Need»                |
| Циганська         | 2009                  | Чехія              | Gipsy.cz                        | «Aven Romale»                     |
| Суахілі           | 2011                  | Норвегія           | Стела Мвангі                    | «Haba Haba»                       |
| Удмуртська        | 2012                  | Росія              | Бурановські бабусі              | «Party for Everybody»             |
| Азербайджанська   | 2012                  | Болгарія           | Софі Маринова                   | «Love Unlimited»                  |
| Грузинська        | 2012                  | Грузія             | Анрі Джохадзе                   | «I'm a Joker»                     |
| Кримськотатарська | 2016                  | Україна            | Джамала                         | «1944»                            |
| Білоруська        | 2017                  | Білорусь           | NaviBand                        | «Гісторыя майго жыцця»            |
| Японська          | 2018                  | Ізраїль            | Нетта                           | «Toy»                             |
| Абхазька          | 2019                  | Грузія             | Ото Немсадзе                    | «Keep On Going»                   |
| Амхарська         | 2020                  | Ізраїль            | Еден Алене                      | «Feker Libi»                      |
| Сранан-тонго      | 2021                  | Нідерланди         | Жангю Макрой                    | «Birth of a New Age»              |
| Латинська мова    | 2022                  | Сербія             | Констракта                      | «In Corpore Sano»                 |

## Мови за кількістю перемог
| Перемоги | Мова              | Роки | Країни |
| -------- | ----------------- | --- | --- |
| 34       | Англійська        | 1967, 1969, 1970, 1974, 1975, 1976, 1980, 1981, 1987, 1992, 1993, 1994, 1996, 1997, 1999, 2000, 2001, 2002, 2003, 2004, 2005, 2006, 2008, 2009, 2010, 2011, 2012, 2013, 2014, 2015, 2016, 2018, 2019, 2023, 2024, 2025 | Велика Британія, Ірландія, Швеція, Нідерланди, Данія, Естонія, Латвія, Туреччина, Україна, Греція, Фінляндія, Росія, Норвегія, Німеччина, Азербайджан, Австрія, Ізраїль, Швейцарія |
| 14       | Французька        | 1956, 1958, 1960, 1961, 1962, 1965, 1969, 1971, 1972, 1973, 1977, 1983, 1986, 1988 | Швейцарія, Франція, Люксембург, Монако, Бельгія |
| 3        | Голландська       | 1957, 1959, 1969 | Нідерланди |
| 3        | Іврит             | 1978, 1979, 1998 | Ізраїль |
| 3        | Італійська        | 1964, 1990, 2021 | Італія |
| 2        | Іспанська         | 1968, 1969 | Іспанська |
| 2        | Німецька          | 1966, 1982 | Австрія, Німеччина |
| 2        | Шведська          | 1984, 1991 | Швеція |
| 2        | Норвезька         | 1985, 1995 | Норвегія |
| 2        | Українська        | 2004, 2022 | Україна |
| 1        | Данська           | 1963 | Данія |
| 1        | Хорватська        | 1989 | Югославія |
| 1        | Сербська          | 2007 | Сербія |
| 1        | Кримськотатарська | 2016 | Україна |
| 1        | Португальська     | 2017 | Португалія |

У 2007 році пісня «Molitva» сербської співачки Марії Шерифович стала першою піснею-переможцем сербською мовою, першою з 1989 року піснею-переможцем мовою, пісні якою раніше ще не вигравали, та першою з 1998 року повністю не англомовною піснею-переможницею.

### Виноски
1. 1 2 3 4  За часів Югославії сербська, хорватська, боснійська та чорногорська мови вважалися діалектами однієї сербохорватської мови. Термін «хорватська мова» з'явився у 70-их, а «сербська мова», «боснійська мова» та «чорногорська мова» лише у 90-их.
2. 1 2 3  Англійською та українською
3. 1 2 3  Англійською та кримськотатарською